# Cytisus reverchonii
Cytisus reverchonii là một loài thực vật có hoa trong họ Đậu. Loài này được (Degen & Hervier) Bean miêu tả khoa học đầu tiên.